# Lucien Perdereau
Lucien Perdereau, né le 25 février 1900 à Bricy (Loiret) et mort le 1er mai 1975 dans la même ville, est un homme politique français. A été maire de la commune de Bricy et conseillé général du canton de Patay.

## Détail des fonctions et des mandats
Mandat parlementaire
- 30 septembre 1951 - 1er octobre 1974 : Sénateur du Loiret